# Jan Slavomír Tomíček
Jan Slavomír Tomíček (16. července 1806 Horní Branná – 28. dubna 1866 Praha) byl český spisovatel, novinář, historik a národopisec.

## Život
Narodil se v rodině tkalce v Horní Branné. Vystudoval gymnázium v Jičíně, studia filosofie v Praze nedokončil. V revolučních letech 1848–1849 se stal členem Národního výboru a členem výboru Slovanské lípy. V té době mu také byla prozatímně svěřena katedra českého jazyka na univerzitě. Profesorského místa, o které se ucházel od roku 1854 nedosáhl. Zemřel náhle na mrtvici, bez rodiny.

## Dílo

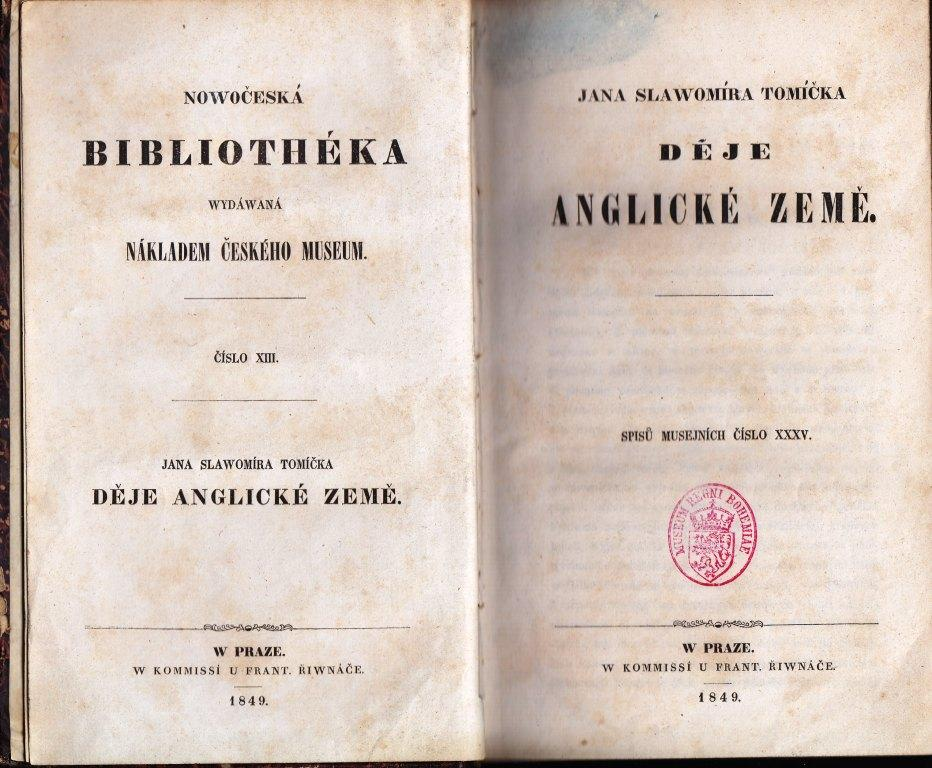
J. S. Tomíček, Děje anglické země

### Časopisecké příspěvky
Jan Slavomír Tomíček patřil k družině časopisu Čechoslav, psal i do Světozoru (vydávaného Šafaříkem) a roku 1834 se stal redaktorem Pražských novin (kam jej pozval Čelakovský. Kritika ruského cara, pocházející od svobodomyslného Tomíčka, stála Čelakovského místo.) Psal i do dalších časopisů a překládal. Vydal řadu knih, z nichž zvláště Doba prvního člověčenstva (Matice česká, 1846) vzbudila pobouření cenzury a pražského arcibiskupa svou údajnou protináboženskostí a ohrozila existenci nakladatele.
Když od roku 1833 převzal Josef Kajetán Tyl redigování Květů, tvořil je zpočátku sám, jeho jediným přispěvatelem byl Tomíček.

### Kritika Máchova Máje
V povědomí národa přežívá jako ten, jenž v České wčele publikoval roku 1836 pověstný odsudek Máchova Máje. Citována jsou zejména Tomíčkova slova:
| „                                                | ...jeho báseň jest škvára, která z vymřelé sopky vyhozená mezi květiny padla. Ve květinách můžeme míti a máme zalíbení, nikoli ale v chladném, mrtvém meteoru, který z rozervaných útrob vyvržen byl. | “ |
| — Jan Slavomír Tomíček, Česká wčela, 31. 5. 1836 | |   |

Tomíček nebyl sám, kdo Máchův Máj v době vzniku kritizoval. Učinil tak ve stejném roce i Josef Kajetán Tyl a Josef Krasoslav Chmelenský (i když s větším pochopením pro Máchovo básnictví). Podle Vojtěcha Jiráta „šlo o střetnutí dvou velkých proudů určujících tvář devatenáctého století – o střetnutí proudu individualistického s proudem, který včleňoval básníka do pospolitosti...“

### Překlady
Překládal z ruštiny, např. A. S. Puškina nebo I. S. Turgeněva.

### Knižní vydání
- Slowanka: sbjrka národnjch powěstj, 1833
- Básně od Jana Slavomíra Tomíčka, 1840
- Doba prwního člowěčenstwa, aneb, Auplnější wylíčení stawu prwního pokolení lidského, 1846 (kromě používání w a au jedna z prvních knih psaných modernějším pravopisem a méně květnatým, "obrozensky šroubovaným" stylem)
- Obrazy swěta, čili, Popsání rozličných národů, jejich života způsobů, obyčejů, mravů atd., jakož i rozličných krajin na naší zemi, 1846–7, 5 sv.
- Kawkaz, 1848
- Česká mluvnice nově vzdělaná 1849, znovu 1863
- Děje anglické země, 1849
- Děje Španělské, 1850
- Pravopis český dle ústrojnosti českého jazyka, 1850
- Lehrbuch der böhmischen Sprache für Deutsche, 1851, 1855
- Praktický úvod k rychlému a snadnému naučení se české řeči (Praktischer Lehrgang zur schnellen und leichten Erlernung der böhmischen Sprache), 1854